# Francesco Antonio Rusciani
Francesco Antonio Rusciani (Terranova di Pollino, 1771 – Terranova di Pollino, 29 marzo 1813) è stato un militare italiano, combattente dell'esercito sanfedista durante la Repubblica Partenopea e poi della resistenza antinapoleonica nel  decennio francese.

## Biografia
Nato in una famiglia benestante, da Pascale e Chiara Tufàro, apprese i primi insegnamenti dallo zio materno, un prete di nome Gaetano, per poi addottorarsi in utroque jure. Iniziò a praticare l'avvocatura e prestò servizio nelle "Milizie Provinciali", dando la caccia ai banditi in Basilicata e Calabria Citeriore. Fervente sostenitore della monarchia borbonica, si unì all'armata sanfedista capeggiata dal cardinale Fabrizio Ruffo per rovesciare la Repubblica Napoletana e restituire il trono al re Ferdinando IV. 
Creato un piccolo gruppo di combattenti (in gran parte avanzi di galera) sostenuti a sue spese, si unì all'esercito realista a Rocca Imperiale e si diresse verso Matera che venne saccheggiata. Invanamente, Rusciani tentò di placare gli eccessi dei suoi uomini. Successivamente, partecipò all'assedio di Altamura, durante il quale fu ferito. Per il suo valore in battaglia, Ruffo lo elevò a rango di capitano. In seguito marciò verso Bari, occupando il castello e disarmando la guardia civica. Mentre il cardinale proseguì verso Napoli, Rusciani rimase in Puglia stabilendosi a Barletta, con la funzione di mantenere l'ordine e sedare eventuali rivolte repubblicane. 
Restaurato il regime borbonico, per meriti di guerra e fedeltà monarchica, venne premiato da Ferdinando IV con la nomina di colonnello il 10 marzo 1800. Con la seconda occupazione napoleonica, Rusciani prese parte alla battaglia di Campotenese e, dopo la disfatta, ritornò nel paese natio per organizzare movimenti insurrezionali in Basilicata e a prendere contatti con altri capimassa, tra cui il marchese Giambattista Rodio, attivo negli Abruzzi e in Puglia, con il quale aveva partecipato al conflitto contro l'esercito francese. Il colonnello terranovese riuscì a sobillare contro le truppe francesi i popoli del Pollino, della valle del Sarmento, nei paesi della costa jonica e in quelli delle valli del Sinni e dell'Agri.
Rusciani ricorse ad azioni di guerriglia che provocarono non pochi problemi ai reparti napoleonici. Tradito e braccato da una colonna mobile inviata dal generale Guillaume Philibert Duhesme, Rusciani ebbe la possibilità di passare dalla parte francese mantenendo il grado di colonnello ma, rifiutandosi, fu arrestato con l'accusa di brigantaggio. Fu tradotto a Compiano, in provincia di Parma, ed ivi trattenuto fino al 13 marzo 1811. Ricevuta la grazia da Gioacchino Murat, si spostò a Napoli rimanendo fino al settembre dello stesso anno, per poi ritornare nella sua Terranova. Morì povero nella propria abitazione, all'età di 42 anni.